# Гидромассажный бассейн

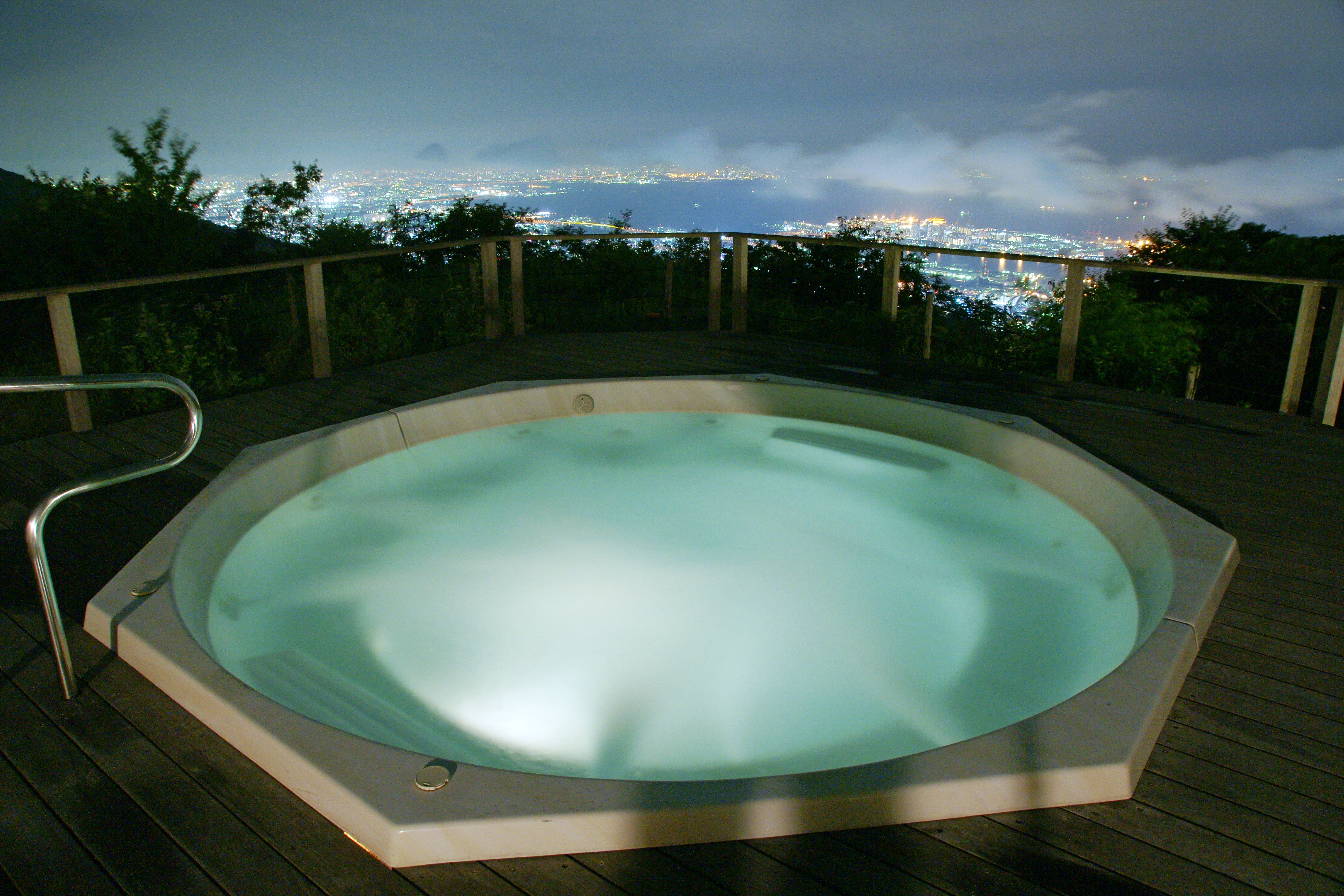
Гидромассажный бассейн на открытом воздухе в гостинице Hotel de Maya, Кобе, Япония

Гидромассажный бассейн (англ. hydromassage pool) — это бассейн, оснащенный регулируемой системой подогрева и характеризующийся замкнутым циклом очистки воды. Гидромассажные бассейны широко применяются для целенаправленного терапевтического воздействия на тело человека в рамках профилактики и лечения многих групп заболеваний.

## Принцип функционирования гидромассажного бассейна
Вода из бассейна забирается насосом, затем, посредством системы прокачки, вода возвращается в чашу, подаваясь под давлением через гидромассажные форсунки. Вода, проходящая через форсунки, смешивается с воздухом, в результате чего образуются специфичные водно-воздушные струи, призванные создавать эффект массажа.

## Элементы гидромассажного бассейна
Корпус
Обычно корпус гидромассажного бассейна изготавливается из дерева или специального пластика. Для достижения максимальной теплоизоляции корпус бассейна отделывается специальным многослойным материалом. Эффективный утеплитель помогает в значительной степени снизить расходы на электроэнергию.
Чаша
Внутренняя поверхность гидромассажного бассейна называется раковиной или чашей. Обычно она изготавливается из термопластика или акрила, которым покрывается металлический/деревянный каркас, придающий конструкции жесткость. На сегодняшний день существует большое разнообразие цветов и видов внутренней поверхности гидромассажного бассейна.
Система форсунок
Форсунка (англ. Force — нагнетать), представляет собой устройство для распыления жидкостей. Еще одно устоявшееся название для форсунок в спа-бассейнах и джакузи - джеты, от английского jet. Гидромассажные форсунки предназначены для обеспечения особенного направления воды в гидромассажном бассейне. Именно конфигурация, точность расположения и комбинация форсунок во многом определяет разнообразие массажных водных процедур. Таким образом, анатомически выверенное расположение форсунок является одним из самых важных факторов для эффективного гидромассажа.
Чаще всего форсунки изготавливают из пластика с хромированными накладками. В общественных встроенных коммерческих бассейнах чаще всего используют более долговечные пластиковые форсунки без декоративных накладок из хрома. Форсунки бывают нерегулируемые (стационарные) и регулируемые. Также форсунки отличаются по конфигурации струи. Еще одна существенная деталь - возможность регулировать силу потока и направление струи. В спа-бассейнах ведущих производителей есть возможность менять форсунки одного и того же диаметра местами, чтобы адаптировать массаж под свои потребности и вкусы.
Сиденья
Существует множество вариантов сидений по количеству, форме, расположению и т. д. Традиционными являются гидромассажные бассейны на 2-3, 4-5 или 6-7 мест. При этом во время гидромассажа можно сидеть как в кресле или же прилечь на удлиненные сиденья.
Насос
Отвечает за циркуляцию потоков воды и обеспечение активной терапии. Производительность насосов оказывает прямое влияние на силу массажа.
Система фильтрации и дезинфекции
Производит необходимую очистку воды. В современных моделях обычно существует возможность программирования системы фильтрации.
Нагреватель
Придает воде нужную температуру для максимального комфорта принятия гидропроцедур.
Система управления
Позволяет устанавливать нужную температуру, управлять системой фильтрации, а также другими функциями, предусмотренными в конкретном варианте гидромассажного бассейна.
Дополнительные элементы и аксессуары
Существует большое количество дополнительных функций для гидромассажных бассейнов: различные варианты освещения, в том числе и подводное, водопады и аттракционы, видео- и аудиосистемы, оборудование для упражнений, наборы для ароматерапии.

## Основные отличия гидромассажных бассейнов от гидромассажных ванн
Размер и вместимость. Гидромассажный бассейн больше по размерам (до 2500 л), чем гидромассажная ванна (до 500 л). Бассейн позволяет проводить водные процедуры большему количеству людей. В настоящий момент существуют гидромассажные бассейны с вместимостью до 10 человек, тогда как максимальная заявленная вместимость гидромассажных ванн — 3 человека. Особенности эксплуатации. В отличие от гидромассажных ванн, гидромассажные бассейны способны работать без подключения к центральной системе водоснабжения. Вода в гидромассажных бассейнах не сливается после купания.
Система фильтрации воды. У гидромассажного бассейна имеется встроенная сложная система фильтрации воды. За счет того, что вода находится в условиях постоянной фильтрации, воду в бассейне нужно менять всего лишь несколько раз в год.
Система гидромассажа. Ввиду того, что гидромассажный бассейн рассчитан на больший объем воды, чем гидромассажная ванна, то он оборудуется более мощной системой гидромассажа. Качество же, и результативность гидромассажа, в отличие от обычной гидромассажной ванны, обеспечивается строгой направленностью давления воды на определенные области тела, благодаря высокой эргономичности массажных мест. Из-за высокого качества гидромассажа, некоторые бассейны могут иметь медицинский сертификат.